# هيئة الاعتماد السويسرية
اسمها الكامل هو Schweizerisches Qualitätszertifikat für Weiterbildungsinstitutionen وقد تأسست عام 2000 من الحكومة السويسرية من قبل وزارة التعليم العالي السويسرية المعروفة اختصارا ب  BBT وكذلك وزارة الاقتصاد السويسرية والمعروفة أيضا اختصارا ب SECO.
هي المؤسسة المسؤولة عن اعتماد الجامعات والمعاهد الخاصة والحكومية في سويسرا. وتجدر الإشارة إلى أن فقط 8% من الجامعات والمعاهد الخاصة في سويسرا حصلوا على هذه هذه المؤسسة بحسب Federal Statistical Office (BfS)

## وصلات خارجية
- eduQua الموقع الرسمي
- accredited schools
- Swiss Universities handbook Web2.0 searchable database of Swiss Universities
- sieps.ch Information Services on Swiss Private Schools and Universities